# David de Gea (pilote)
Pour les articles homonymes, voir David de Gea (homonymie).
Pas d'image ? Cliquez ici
David de Gea, né le 9 décembre 1977 à Cehegin en Espagne, est un pilote espagnol de moto (250 cm3 et 500 cm3).